# Paddy & Bunty
Paddy & Bunty is een Belgische stripreeks geschreven door Vincent Van der Auwera en Sam Verhaegen. Van der Auwera doet ook de tekeningen. De strip gaat over twee foute anti-striphelden (zelfverklaarde "scheve apen") die absurde avonturen beleven in hun surreële, 2-dimensionale en dikwijls nogal lege stripwereld. De verhalen zijn zwart-wit en getekend in een klare lijn met geen of soms een minimalistische achtergrond. Dikwijls vergezellen andere vreemde figuren de antihelden. Losse grappen, meestal getekend overheen 3 of 4 kaders, vormen een vage rode lijn overheen de albums. Ieder album eindigt met een cliffhanger.

## Personages
- Paddy: hoofdpersonage
- Bunty: hoofdpersonage
- Psycho chick: een psychotische jonge vrouw
- Frederica: de sexy vriendin van Bunty
- Margo: de hipster vriendin van Paddy die tevens geheim agente blijkt te zijn
- Dikke Bertha: een volslanke vrouw met een dubieuze persoonlijke hygiëne
- De Frôn: een vreemd roze wezen dat met zijn lokroep alle vrouwelijk wezens betovert
- Den Bompa: klein ventje dat in Bunty's onderbewustzijn leeft maar ook een draak blijkt te zijn genaamd de Scharlaken Koning

## Albums
Het eerste album verscheen bij Uitgeverij 't Mannekesblad en het tweede en derde album verschenen in eigen beheer bij Noisy Pimp Comics.
1. Scheve apen (2015)
2. Foute wijven (2017)
3. Glutenvrij (2019)